# Liacarus acuminatus
Liacarus acuminatus är en kvalsterart som först beskrevs av Tyler A. Woolley 1969.  Liacarus acuminatus ingår i släktet Liacarus och familjen Liacaridae. Inga underarter finns listade i Catalogue of Life.